# Chom Sawan
Chom Sawan (Thai: จอมสวรรค์) is een tambon in amphoe (district) Mae Chan in Thailand. De tambon had in 2005 4285 inwoners en bestaat uit tien mubans.